# Pinocchio - Il grande musical
Pinocchio - Il grande musical (o semplicemente Pinocchio - Il musical) è un musical italiano creato dalla Compagnia della Rancia, basato sull'omonimo romanzo di Carlo Collodi. I testi, le musiche e le liriche usati nello spettacolo sono stati scritti dai Pooh.

## Trama

### Atto primo
Nel bosco, un fulmine centra un solitario albero centenario, che viene quindi infuso di vita (C'era una volta).
Il tronco viene prelevato da Geppetto, un falegname, e portato nel suo laboratorio. Entra Lucignolo, inseguito dalla madre perché si rifiuta di andare a scuola. Geppetto, quindi, si mette a dire come si dovrebbe comportare un figlio e come lo tratterebbe (Un figlio perfetto). Lucignolo però lo contraddice dicendo che la sua definizione di "bambino" altro non è che quella di un burattino. Ispirato, Geppetto crea dal tronco una marionetta e la chiama Pinocchio. Incredibilmente, davanti agli occhi di tutti, Pinocchio si muove e parla. Geppetto è al settimo cielo.
Tornati a casa, Geppetto insegna a Pinocchio alcune cose basilari. Una volta andati a dormire, Pinocchio nel letto e Geppetto nella vasca, il burattino viene svegliato dai versi di un insetto e, aprendo il frigorifero, vede il Grillo Parlante, pronto a fargli da coscienza e da guida: solo lui Pinocchio potrà vederlo e udirlo (Il Grillo Parlante). Geppetto va a lavorare e Pinocchio, esasperato dal Grillo, lo colpisce con una padella.
Il giorno dopo, quando Geppetto va a fare compere, Pinocchio esplora il quartiere facendo conoscenza con i suoi vicini e Angela, che vuole farne un bambino ubbidiente (Buongiorno). Pinocchio però, imitando Lucignolo, non vuole lavorare o studiare, ma solo divertirsi e vedere lo spettacolo dei burattini di Mangiafuoco. Geppetto torna e regala a Pinocchio un abbecedario con cui imparare a leggere e scrivere e potersi guadagnare così da vivere e un vestito nuovo (Insieme).
Il giorno dopo Pinocchio vende l'abbecedario per poter vedere lo spettacolo de Il servitore di due padroni, dove le marionette lo invitano a salire sul palco e gli spiegano come muoversi senza fili (Liberi liberi). Pinocchio, quindi, stacca i loro fili e le marionette riescono a muoversi da sole. D'improvviso giunge il burattinaio Mangiafuoco che intende bruciare Pinocchio per avergli rovinato lo spettacolo (Mamma mia). La marionetta però inizia a piangere e chiede perdono, tanto che Mangiafuoco si commuove. Arlecchino, quindi, spiega a Pinocchio la situazione. Furioso che una sua marionetta abbia rivelato a tutti di essere un debole, Mangiafuoco decide di buttare Arlecchino nel fuoco appena riacceso. Pinocchio implora pietà e si offre di buttarsi al suo posto, ma Mangiafuoco starnutisce e spegne il fuoco. Compassionevole, Mangiafuoco perdona Pinocchio e gli dà cinque zecchini d'oro per poter riacquistare l'abbecedario.
Pinocchio, passando per un chiosco, incontra il Gatto e la Volpe che, udendo le monete tintinnare, decidono di ingannare Pinocchio (Gatto & Volpe S.p.A.). I due gli dicono dell'esistenza di un campo magico, oltre il bosco, che può far germogliare le monete come semi e far nascere un albero carico di monete d'oro, il Campo dei miracoli (Da cosí a cosí). Pinocchio si convince, incantato dalla possibilità di diventare ricco, rimane a sognare a occhi aperti al chiosco (La mia notte dei miracoli), finché questo non chiude. Il burattino si dirige nel bosco, dove è aggredito da due assassini (il Gatto e la Volpe), Pinocchio nasconde le monete in bocca, tanto che i due assassini si vedono costretti a impiccarlo ad un albero, aspettando che apra la bocca  (Che tempi bui).
Geppetto, intanto, accompagnato da Angela, sta cercando Pinocchio per tutta la città (Figli). A soccorrere Pinocchio è una fata, colei che incantò l'albero da cui il burattino fu ricavato, lo fa portare in casa e, una volta che Pinocchio si risveglia, gli domanda cosa fosse successo e perché mai non era andato a scuola. Pinocchio, imbarazzato, mente, facendosi allungare il naso; detta la verità, il naso torna normale. La fata, quindi, gli chiede di promettere di comportarsi bene e di tornare subito a casa (Giuro e Vita).

### Atto secondo
Sulla via di casa, Pinocchio vede Lucignolo salire su un pulmino assieme ad altri ragazzi. Lucignolo gli spiega che sono diretti nel Paese dei Balocchi e cerca di convincere Pinocchio a venire con loro (Il Paese dei Balocchi). Pinocchio da principio rifiuta, ma poi cambia idea. Arrivati, i due si divertono per mesi (Sballo), ma poi il burattino inizia a sentire nostalgia di casa (Voglio andare via) e cerca di uscire, ma è fermato dall'autista, nonché proprietario del posto, che gli dice che tutti i bambini possono entrare ma escono solo asini. Proprio allora, Pinocchio e gli altri si trasformano in somari e sono portati al circo dove si esibiscono in numeri di danza e di corsa. Pinocchio, nel cercare di farsi notare dal Grillo, inciampa sul cerchio e si azzoppa. Lucignolo prova ad aiutarlo ma rompe le file, rovinando ulteriormente lo spettacolo. Mentre i due amici passano un'ultima notte assieme, prima di essere l'uno venduto a un macellaio e l'altro buttato da una scogliera, i due si ripromettono che qualunque cosa succeda saranno sempre amici (Un vero amico).
Pinocchio viene gettato in mare dentro un sacco, ma delle sirene lo liberano, lo ritrasformano in una marionetta e lo fanno unire alla loro danza assieme agli altri pesci (Galleggiando), ma la festa è interrotta dall'arrivo del temuto e gigantesco Pesce-Cane, che inghiotte Pinocchio. Dentro il Pesce-Cane Pinocchio ritrova Geppetto, che, avendolo cercato ovunque, aveva pensato avesse preso il largo (Insieme-ripresa). Pinocchio decide di scappare con il padre dal mostro marino e, approfittando del fatto che il Pesce-Cane dorme con la bocca aperta, i due si buttano in mare e raggiungono la riva e tornano in paese dove si stanno preparando per il Natale (Tutti in piazza).
Mentre Geppetto decide di fidanzarsi con Angela, Pinocchio incontra Lucignolo, che è miracolosamente tornato normale. Il ragazzo gli dice che ha imparato molto ed è maturato non solo fisicamente ma anche mentalmente e decide che non può essere amico di un burattino. Pinocchio allora nota come la vita è ingiusta e lui non possa crescere e vivere come una persona normale come Geppetto; perciò chiede alla luna, fra le lacrime, di poter ritornare un albero per poter crescere come tutti. Proprio allora, la fata fa sparire Pinocchio in una nuvola di fumo, davanti agli occhi dei cittadini, e alle loro spalle compare un bambino in carne ed ossa con i vestiti della marionetta (È soltanto amore).

## Cast
| Personaggi         | Cast Originale italiano 2003 | Cast italiano 2004/2005/2006 | Cast italiano 2007/2008 | Cast italiano 2009      | Cast Coreano 2009     | Cast New York 2010    | Cast italiano 2015   |
| ------------------ | ---------------------------- | ---------------------------- | ----------------------- | ----------------------- | --------------------- | --------------------- | -------------------- |
| Pinocchio          | Manuel Frattini              | Manuel Frattini              | Manuel Frattini         | Riccardo Simone Berdini | Manuel Frattini       | Manuel Frattini       | Manuel Frattini      |
| Geppetto           | Pietro Pignatelli            | Pierpaolo Lopatriello        | Pierpaolo Lopatriello   | Pierpaolo Lopatriello   | Pierpaolo Lopatriello | Pierpaolo Lopatriello | Roberto Colombo      |
| Angela             | Lena Biolcati                | Simona Rodano                | Simona Rodano           | Simona Rodano           | Simona Rodano         | Simona Rodano         | Claudia Belli        |
| Gatto              | Felice Casciano              | Luca Arrigoni                | Alessandro Salvatori    | Fabrizio Checcacci      | Fabrizio Checcacci    | Luca Arrigoni         | Gianluca Sticotti    |
| Volpe              | Simona Patitucci             | Silvia Di Stefano            | Silvia Di Stefano       | Silvia Di Stefano       | Silvia Di Stefano     | Silvia Di Stefano     | Giulia Marangoni     |
| Lucignolo          | Mauro Simone                 | Mauro Simone                 | Mauro Simone            | Angelo di Figlia        | Angelo di Figlia      | Mauro Simone          | Gioacchino Inzirillo |
| Fata Turchina      | Arianna Martina Bergamaschi  | Daniela Pobega               | Arianna Luzi            | Daniela Pobega          | Daniela Pobega        | Daniela Pobega        | Beatrice Baldaccini  |
| Grillo Parlante    | Andrea Verzicco              | Adriano Gherardini           | Andrea Verzicco         | Marco Iacomelli         | Andrea Verzicco       | Andrea Verzicco       | Luigi Fiorenti       |
| Mangiafuoco        | Roberto Nencini              | gipeto                       | Raffaele Latagliata     | gipeto                  | Raffaele Latagliata   | Raffaele Latagliata   | Fabrizio Corucci     |
| Omino di Burro     | gipeto                       | gipeto                       | Raffaele Latagliata     | gipeto                  | Raffaele Latagliata   | Raffaele Latagliata   | Fabrizio Corucci     |
| Madre di Lucignolo | Roberta Faccani              | Silvia Querci                | Silvia Querci           | Silvia Querci           | Silvia Querci         | Silvia Querci         | Paola Ciccarelli     |

## Brani musicali

### Atto primo
1. C'era una volta (Facchinetti - Negrini) (voce: Narratore, Turchina, Coro)
2. Un figlio perfetto (Facchinetti - Negrini) (voce: Geppetto, Lucignolo, Angela, Coro)
3. Il Grillo parlante (Battaglia - D'Orazio) (voce: Pinocchio e Grillo)
4. Buongiorno (Canzian - D'Orazio) (voce: Pinocchio, Donne, Uomini, Gatto, Volpe, Angela, Lucignolo, Madre, Tutti)
5. Insieme (Battaglia - D'Orazio) (voce: Geppetto e Pinocchio)
6. Liberi liberi (Facchinetti - Negrini) (voce: Colombina, Clarice, Arlecchino, Pinocchio, Pantalone, Tutti)
7. Mamma mia (Facchinetti - Negrini) (voce: Mangiafuoco, Pinocchio, Arlecchino, Tutti, Coro)
8. Gatto & Volpe S.p.A. (Canzian - D'Orazio) (voce: Volpe e Gatto)
9. Da così a così (Canzian - D'Orazio) (voce: Volpe; Pinocchio, Gatto, Tutti)
10. La mia notte dei miracoli (Canzian - Negrini) (voce: Pinocchio)
11. Che tempi bui (Battaglia - D'Orazio) (voce: Volpe, Gatto)
12. Figli (Facchinetti - Negrini) (voce: Geppetto, Angela)
13. Giuro (Facchinetti - Negrini) (voce: Pinocchio, Turchina,  Civetta, Corvo)
14. Vita (Battaglia - D'Orazio) (voce: Turchina e Coro)

### Atto secondo
1. Il paese dei balocchi (Facchinetti - D'Orazio) (voce: Tutti, Lucignolo, Pinocchio, Ragazzi)
2. Sballo (Facchinetti - Negrini) (voce: Tutti, Lucignolo, Ragazzo 1, Altri)
3. Voglio andare via (Canzian - D'Orazio) (voce: Pinocchio, Geppetto, Angela)
4. Un vero amico (Battaglia - D'Orazio) (voce: Lucignolo, Pinocchio, Insieme)
5. Galleggiando (Facchinetti - Negrini) (voce: Sirena 1, Sirena 2, Sirena 3, Sirene, Coro, Cozze, Sirene e Coro, Tutti)
6. Insieme - Ripresa (Battaglia - D'Orazio) (voce: Geppetto, Pinocchio, Insieme)
7. Tutti in piazza (Canzian - D'Orazio) (voce: Uomo, Donna, Tutti)
8. È soltanto amore (Facchinetti - Canzian - Battaglia - Negrini - D'Orazio) (voce: Pinocchio, Geppetto, Angela, Turchina, Tutti)